# Megalithen von La Gaudinais
Die Megalithen von La Gaudinais liegen in einem Wald 500 m nördlich von La Gaudinais und westlich von Langon bei Redon an der Grenze zum Département Loire-Atlantique im Südwesten des Département Ille-et-Vilaine in der Bretagne in Frankreich. Sie sind die Reste dreier Tumuli (französisch tertre tumulaire).
Die Abmessungen des am besten erhaltenen Rechtecks betragen etwa 17,0 × 7,0 m. Die 18 Steine sind an der Außenseite angeordnet, ähnlich wie bei den etwa 900 m entfernt gelegenen Demoiselles von Langon. Die Reste zweier weiterer Hügel sind in einem viel schlechteren Zustand. Der zweite liegt etwa 300 m entfernt und hat mehrere Quarzblöcke in einem 14 m langen Hügel. Der dritte ist etwa 50 m vom zweiten entfernt und hat ungefähr ein Dutzend Quarzblöcke in einem kreisförmigen Muster in der Mitte eines 11 Meter langen Hügels.
In der Nähe liegen die Tumuli de la Croix Saint-Pierre und der etwa 3,0 m lange Menhir Pierre Daniel.